# Șindrilița
Șindrilița – wieś w Rumunii, w okręgu Ilfov, w gminie Găneasa. W 2011 roku liczyła 1267 mieszkańców.